# Kreis Syke
| Basisdaten                                    | Basisdaten          |
| --------------------------------------------- | ------------------- |
| Preußische Provinz                            | Hannover            |
| Regierungsbezirk                              | Hannover            |
| Verwaltungssitz                               | Syke                |
| Fläche                                        | 767 km² (1925)      |
| Einwohner                                     | 49.309 (1925)       |
| Bevölkerungsdichte                            | 64 Einw./km² (1925) |
| Gemeinden                                     | 63 (1932)           |
| Lage des Kreises Syke in der Provinz Hannover |                     |
|                                               |                     |

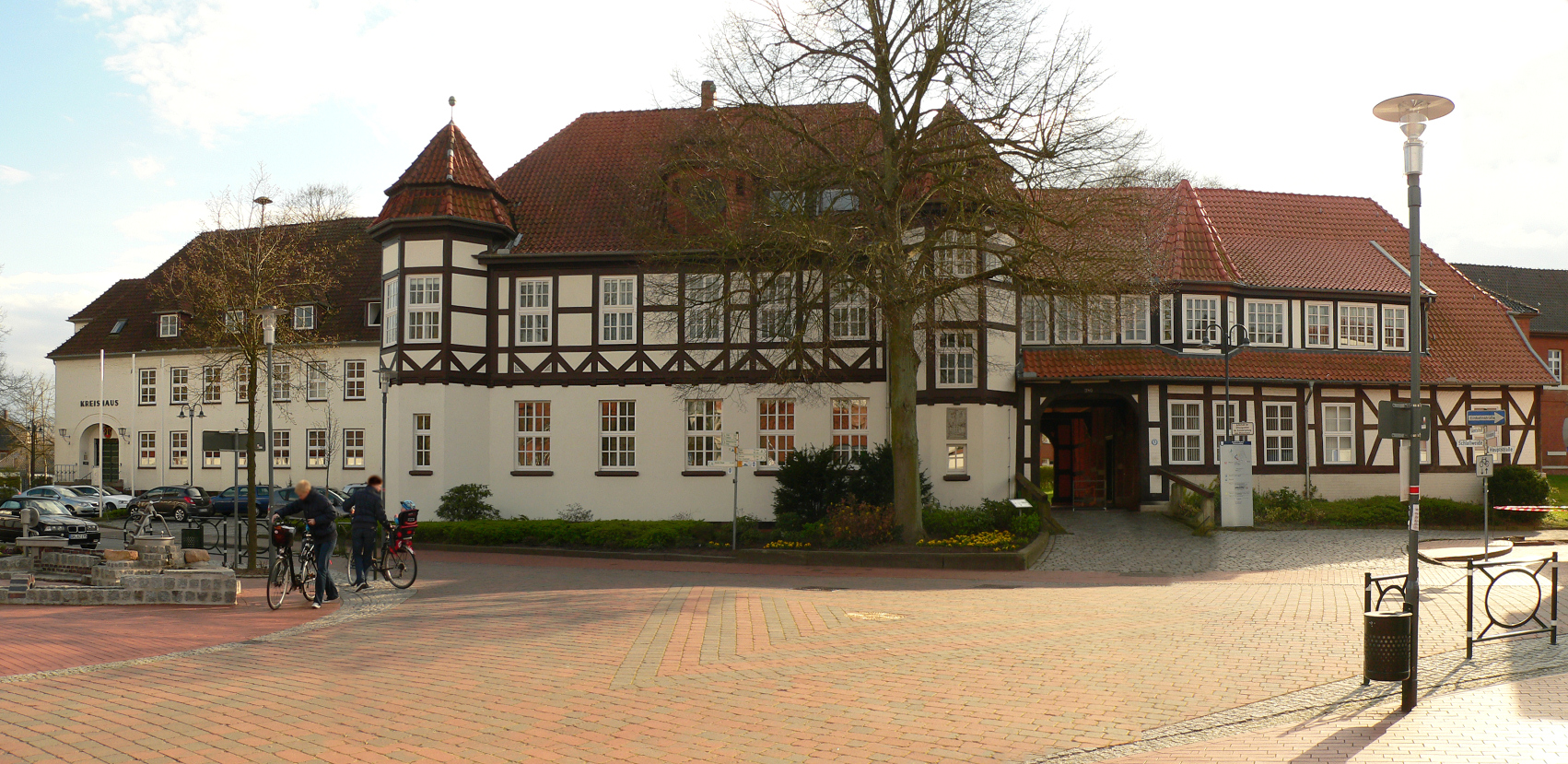
Mittig das 1915 errichtete Gebäude des Kreises Syke auf dem Areal der Burg Syke

Der Kreis Syke war von 1885 bis 1932 ein Landkreis in der preußischen Provinz Hannover. Der Kreissitz war in Syke im Landratsamt auf dem Areal der früheren Burg Syke.

## Geschichte
Der Kreis Syke wurde 1885 aus dem Amt Syke, der Gemeinde Freidorf des Amtes Bruchhausen und dem Amt Freudenberg (ohne die Gemeinden Neuenkirchen und Cantrup) gebildet. Bei der preußischen Kreisreform von 1932 wurde der Kreis Syke mit dem größten Teil des benachbarten Kreises Hoya zum neuen Landkreis Grafschaft Hoya zusammengefasst.

## Landräte
- 1885–1906: Cuno von Schulzen
- 1906–1919: Franz Hermann Reschke
- 1919–1932: Heinrich Fürbringer

## Einwohnerentwicklung
| Einwohner  | 1890   | 1900   | 1910   | 1925   |
| ---------- | ------ | ------ | ------ | ------ |
| Kreis Syke | 35.731 | 38.402 | 44.285 | 49.309 |

## Städte und Gemeinden
Die folgende Tabelle enthält die Gemeinden des Kreises Syke mit ihrer Einwohnerzahl von 1910:
| Gemeinde      | Einwohner | Gemeinde           | Einwohner | Gemeinde         | Einwohner | Gemeinde                | Einwohner |
| ------------- | --------- | ------------------ | --------- | ---------------- | --------- | ----------------------- | --------- |
| Abbenhausen   | 647       | Albringhausen      | 350       | Altenmarhorst    | 577       | Apelstedt               | 280       |
| Barrien       | 989       | Bassum, Stadt      | 3.082     | Beckeln          | 343       | Bramstedt               | 686       |
| Brinkum       | 3.006     | Clues              | 239       | Döhren           | 105       | Dünsen                  | 158       |
| Erichshof     | 393       | Eschenhausen       | 173       | Fahrenhorst      | 336       | Felde                   | 480       |
| Freidorf      | 137       | Gessel             | 572       | Gödestorf        | 488       | Groß Henstedt           | 138       |
| Groß Ippener  | 476       | Groß Köhren        | 175       | Groß Mackenstedt | 684       | Groß Ringmar            | 163       |
| Hallstedt     | 254       | Harpstedt, Flecken | 1.311     | Hassel           | 91        | Heiligenbruch           | 184       |
| Heiligenfelde | 525       | Heiligenloh        | 1.071     | Heiligenrode     | 795       | Henstedt                | 397       |
| Hollwedel     | 537       | Hoope              | 61        | Horstedt         | 182       | Jardinghausen           | 332       |
| Kirchseelte   | 277       | Kirchweyhe         | 2.556     | Klein Henstedt   | 175       | Klein Köhren            | 190       |
| Klein Ringmar | 93        | Klenkenborstel     | 34        | Klosterseelte    | 164       | Kolnrade                | 849       |
| Leeste        | 3.284     | Mörsen             | 482       | Natenstedt       | 497       | Neubruchhausen, Flecken | 619       |
| Nienhaus      | 77        | Nienstedt          | 219       | Nordwohlde       | 875       | Okel                    | 669       |
| Osterbinde    | 290       | Osterholz          | 438       | Prinzhöfte       | 322       | Reckum                  | 256       |
| Riede         | 952       | Ristedt            | 579       | Rüssen           | 208       | Scharrendorf            | 736       |
| Schnepke      | 238       | Schorlingborstel   | 142       | Steimke          | 179       | Stelle                  | 344       |
| Stühren       | 212       | Sudweyhe           | 1.265     | Syke, Stadt      | 2.245     | Twistringen             | 3.055     |
| Wachendorf    | 505       | Wedehorn           | 349       | Wichenhausen     | 54        | Winkelsett              | 439       |

Aus Teilen von Brinkum wurde 1912 zusätzlich die neue Gemeinde Seckenhausen gebildet. Mehrere Kleingemeinden wurden 1928/29 in andere Gemeinden eingegliedert:
- Hassel, Klenkenborstel, Nienhaus und Wichenhausen kamen zu Bassum
- Klein Ringmar kam zu Groß Ringmar.
- Erichshof kam zu Leeste.
- Freidorf kam zu Neubruchhausen.
- Hoope kam zu Henstedt.
- Heiligenbruch kam zu Riede.
- Döhren kam zu Stühren.

Bis zu ihrer Auflösung in den 1920er Jahren bestanden im Kreis Syke außerdem die drei unbewohnten Forstbezirke Bradenholz, Düngel und Westermark.